# Bennur, Gangawati
Bennur là một làng thuộc tehsil Gangawati, huyện Koppal, bang Karnataka, Ấn Độ.